# Mechanics Monument

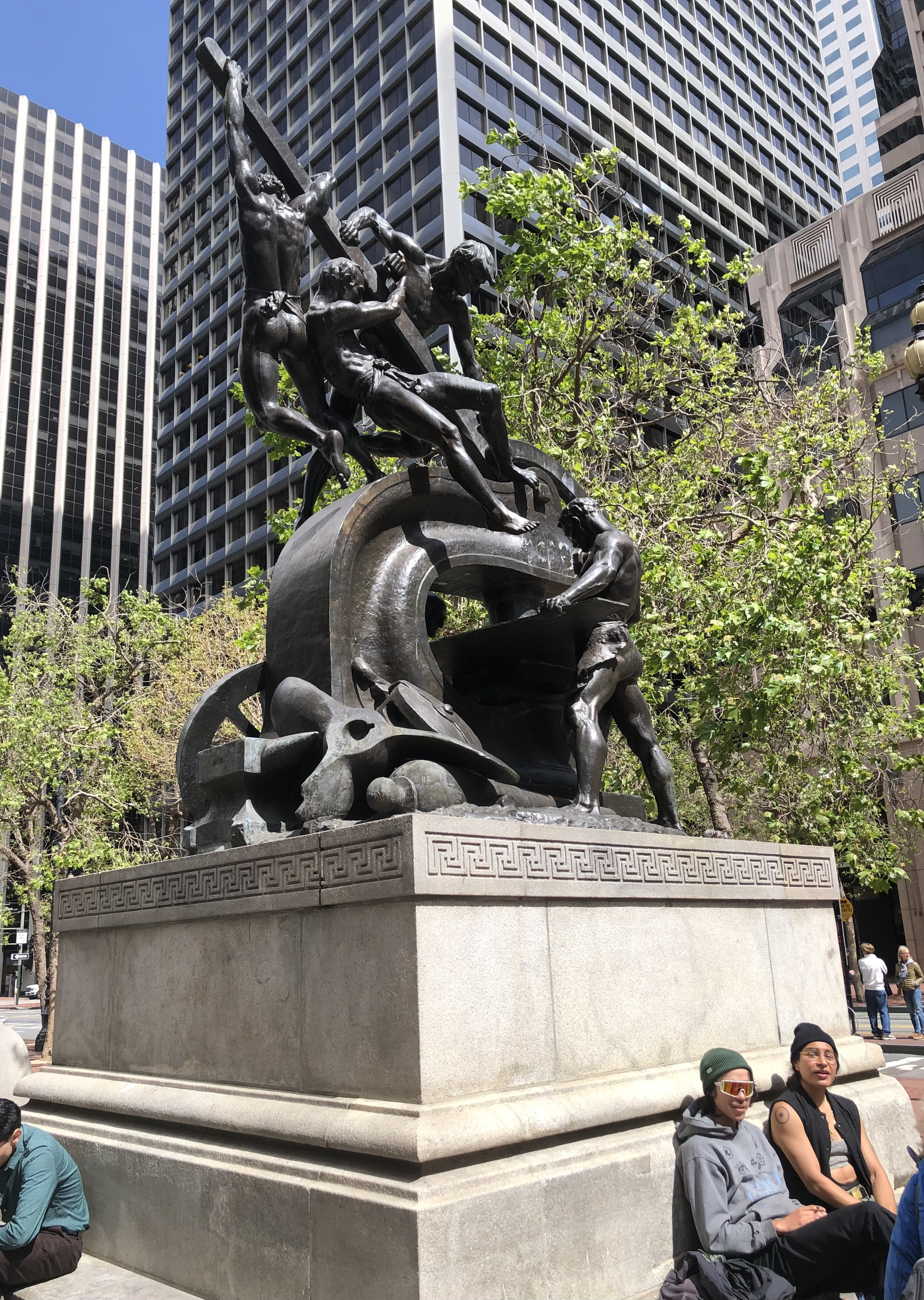
Mechanics Monument (2023)

Das Mechanics Monument ist eine Skulptur in San Francisco, Kalifornien.

## Lage
Die Skulptur steht in der Grünanlage Mechanics Monument Plaza an der Kreuzung von Market Street, Battery Street und Bush Street. Südöstlich, auf der anderen Seite der Market Street, befindet sich das Central Plaza.

## Gestaltung und Geschichte
Das Bronzedenkmal wurde 1901 vom Bildhauer Douglas Tilden im Rahmen eines Programms zur Straßenverschönerung geschaffen. Es entstand zu Ehren des Industriellen Peter Donahue und wurde mit einer Zuwendung in Höhe von 25.000 US-Dollar des Sohns von Peter Donahue, James Mervyn Donahue, finanziert. Die Idee zum konkreten Entwurf kam Tilden bei einem Spaziergang auf der Mission Street, als er an einer Maschinenwerkstatt vorbeiging und einen muskulösen, schwitzenden Arbeiter sah, der eine Stanze bediente. Er fertigte daraufhin einen Entwurf, der an den Beginn von Donahues Unternehmens erinnern sollte und fünf Männer zeigte, die um die Bedienung einer übergroßen Stanze kämpften. Die Familie Donahue war skeptisch, Bürgermeister James D. Phelan, ein Fürsprecher Tildens, setzte sich jedoch für diesen Entwurf ein, der letztlich umgesetzt wurde.
Die insgesamt 6,4 Meter hohe Skulptur zeigt fünf Männer bei dem Versuch, mit einer Stanze ein Loch durch eine Metallplatte zu stanzen. Am Fuße der Skulptur liegen Gegenstände, die die Tätigkeitsfelder Donahues symbolisieren, ein Amboss für Gießereien, eine Schiffsschraube für die Schifffahrt sowie ein Rad samt Pleuelstange für die Eisenbahn. Die Bronzeskulptur wurde auf einem Granitsockel installiert.
Bei der Einweihung des Denkmals erregte die in weiten Teilen unbekleidete Darstellung der fünf Männer, insbesondere das Fehlen von Hosen, Aufregung. Es gab Forderungen, den Personen im Nachhinein noch Hosen anzulegen, denen jedoch nicht gefolgt wurde.

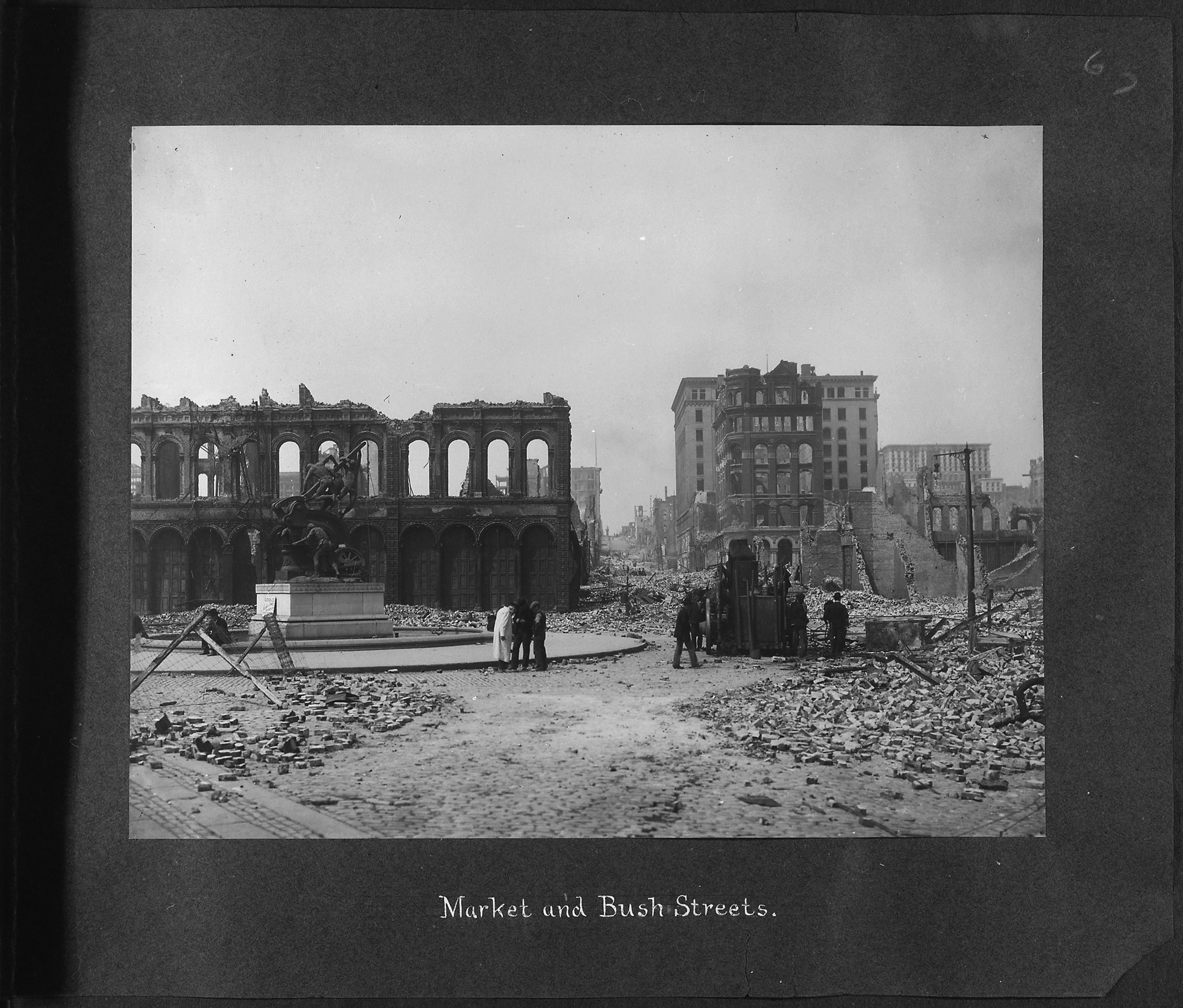
Denkmal nach dem Erdbeben von 1906

Beim Erdbeben von San Francisco 1906 blieb das Denkmal erhalten.